# Coussan
 Coussan  es una comuna y población de Francia, en la región de Mediodía-Pirineos, departamento de Altos Pirineos, en el distrito de Tarbes y cantón de Pouyastruc.
Su población en el censo de 1999 era de 128 habitantes.
Está integrada en la Communauté de communes de l'Ârret-Darre et de l'Esteoux.

## Demografía
| 97 | 99 | 102 | 105 | 130 | 128 |
| Para los censos de 1962 a 1999 la población legal corresponde a la población sin duplicidades (Fuente: INSEE [Consultar]) |    |     |     |     |     |